# Thomas Mermillod Blondin
Thomas Mermillod Blondin (* 3. Januar 1984 in Annecy) ist ein ehemaliger französischer Skirennläufer. Er startete vorwiegend in den technischen Disziplinen Slalom und Riesenslalom sowie in der Kombination. Vorübergehend trat er auch im Super-G an. Insgesamt erreichte er sechs Weltcup-Podestplätze.

## Biografie
Mermillod  begann als Dreijähriger mit dem Skilauf. 1997 gewann er die Riesenslaloms des Trofeo Topolino und des Whistler Cups, 1999 ein zweites Mal den Riesenslalom des Trofeo Topolino. FIS-Rennen bestritt er ab Dezember 1999 und im Winter 2002/03 startete er erstmals im Skieuropacup. Nachdem Erfolge auf dieser Stufe zunächst ausblieben, schaffte er im Winter 2006/07 einige Top-10-Platzierungen. Sein Weltcup-Debüt hatte er am 6. Januar 2007 im Riesenslalom von Adelboden. Genau ein Jahr später gewann Mermillod, ebenfalls auf dem Chuenisbärgli in Adelboden, erstmals Weltcuppunkte. Der elfte Platz im Riesenslalom war für längere Zeit sein bestes Weltcupergebnis. In der Saison 2008/09 schaffte er einige Platzierungen in den Top 30. Besser lief es für ihn im Europacup, mit einem Sieg im Slalom von Courchevel am 21. Januar 2009.
Nicht zuletzt dank eines 20. Platzes in seiner ersten Weltcup-Kombination qualifizierte sich Mermillod für die Weltmeisterschaften 2009 in Val-d’Isère; dort klassierte er sich in derselben Disziplin als Sechster. Er nahm auch an den Olympischen Winterspielen 2010 in Vancouver teil, kam aber nicht über Platz 19 in der Kombination hinaus. In der Saison 2010/11 hatte Mermillod zunächst vor allem Ausfälle zu verzeichnen, weshalb er sich nicht für die Weltmeisterschaften qualifizieren konnte. Am 26. Februar 2011, eine Woche nach Ende der Weltmeisterschaften, fuhr er in der Kombination von Bansko auf den dritten Platz und erzielte damit seine erste Podestplatzierung in einem Weltcuprennen. Knapp ein Jahr später, am 12. Februar 2012, stand er als Dritter der Kombination von Krasnaja Poljana erneut auf einem Weltcup-Siegerpodest.
Ab der Saison 2011/12 war Mermillod neben Slalom, Riesenslalom und Super-Kombination auch vermehrt in Super-G-Weltcuprennen am Start. Am 1. Dezember 2012 erreichte er als Neunter in Beaver Creek seine erste Top-10-Platzierung in dieser Disziplin. Bei der Hahnenkamm-Kombination in Kitzbühel folgte Ende Januar 2013 erneut ein dritter Platz, jedoch konnte er diese Leistung bei den anschließenden Weltmeisterschaften 2013 in Schladming nicht bestätigen. Auch im Weltcup 2013/14 gehörte Mermillod zu den besten Kombinierern weltweit, kam aber bei den Olympischen Winterspielen 2014 in Sotschi nicht ins Ziel. Beim Weltcupfinale in Lenzerheide fuhr Mermillod im Super-G auf Platz zwei, gleichbedeutend mit dem einzigen Podestplatz in dieser Disziplin. Kurz darauf verletzte er sich bei Materialtests leicht am Knie, eine Operation war jedoch nicht erforderlich.
Bedingt durch den Trainingsrückstand war die Saison 2014/15 wenig erfolgreich; sowohl im Weltcup als auch bei den Weltmeisterschaften 2015 kam Mermillod nicht über Platz neun hinaus. In den drei Weltcup-Kombinationen der Saison 2015/16 klassierte er sich in Kombinationen zweimal als Dritter und einmal als Vierter, womit er in der Disziplinenwertung nur seinem Landsmann Alexis Pinturault den Vortritt lassen musste. Aufgrund einer Muskelrisses am Oberschenkel, die er sich Ende August 2016 im Trainingslager in Ushuaia zuzog, musste Mermillod die gesamte Saison 2016/17 pausieren. Ebenso verpasste er die erste Hälfte der Saison 2017/18 wegen einer weiteren muskulären Verletzung im September 2017. Die weiteren Ergebnisse blieben weit unter seinen Möglichkeiten, weshalb er am 22. Februar 2019 in Bansko sein letztes Weltcuprennen bestritt und vom Spitzensport zurücktrat.

## Erfolge

### Olympische Spiele
- Vancouver 2010: 19. Super-Kombination, 21. Slalom
- Sotschi 2014: 15. Super-G
- Pyeongchang 2018: 6. Alpine Kombination

### Weltmeisterschaften
- Val-d’Isère 2009: 6. Super-Kombination
- Schladming 2013: 21. Super-G
- Vail/Beaver Creek 2015: 9. Alpine Kombination
- Åre 2019: 32. Alpine Kombination

### Weltcup
- 14 Platzierungen unter den besten zehn, davon 6 Podestplätze

### Weltcupwertungen
| Saison  | Gesamt                              | Gesamt                              | Abfahrt                             | Abfahrt                             | Super-G                             | Super-G                             | Riesenslalom                        | Riesenslalom                        | Slalom                              | Slalom                              | Kombination                         | Kombination                         |
| Saison  | Platz                               | Punkte                              | Platz                               | Punkte                              | Platz                               | Punkte                              | Platz                               | Punkte                              | Platz                               | Punkte                              | Platz                               | Punkte                              |
| ------- | ----------------------------------- | ----------------------------------- | ----------------------------------- | ----------------------------------- | ----------------------------------- | ----------------------------------- | ----------------------------------- | ----------------------------------- | ----------------------------------- | ----------------------------------- | ----------------------------------- | ----------------------------------- |
| 2007/08 | 113.                                | 24                                  | –                                   | –                                   | –                                   | –                                   | 43.                                 | 24                                  | –                                   | –                                   | –                                   | –                                   |
| 2008/09 | 86.                                 | 59                                  | –                                   | –                                   | –                                   | –                                   | 43.                                 | 10                                  | 37.                                 | 30                                  | 28.                                 | 19                                  |
| 2009/10 | 69.                                 | 99                                  | –                                   | –                                   | –                                   | –                                   | 25.                                 | 53                                  | 44.                                 | 17                                  | 29.                                 | 29                                  |
| 2010/11 | 61.                                 | 125                                 | –                                   | –                                   | –                                   | –                                   | 34.                                 | 24                                  | 44.                                 | 21                                  | 11.                                 | 80                                  |
| 2011/12 | 60.                                 | 135                                 | –                                   | –                                   | 62.                                 | 1                                   | 39.                                 | 18                                  | 39.                                 | 23                                  | 11.                                 | 93                                  |
| 2012/13 | 31.                                 | 203                                 | –                                   | –                                   | 22.                                 | 46                                  | 32.                                 | 29                                  | 38.                                 | 32                                  | 3.                                  | 96                                  |
| 2013/14 | 28.                                 | 283                                 | –                                   | –                                   | 8.                                  | 160                                 | 30.                                 | 33                                  | –                                   | –                                   | 3.                                  | 90                                  |
| 2014/15 | 78.                                 | 76                                  | –                                   | –                                   | 31.                                 | 47                                  | –                                   | –                                   | –                                   | –                                   | 17.                                 | 29                                  |
| 2015/16 | 40.                                 | 246                                 | 46.                                 | 12                                  | 29.                                 | 52                                  | –                                   | –                                   | 48.                                 | 12                                  | 2.                                  | 170                                 |
| 2016/17 | verletzungsbedingt keine Ergebnisse | verletzungsbedingt keine Ergebnisse | verletzungsbedingt keine Ergebnisse | verletzungsbedingt keine Ergebnisse | verletzungsbedingt keine Ergebnisse | verletzungsbedingt keine Ergebnisse | verletzungsbedingt keine Ergebnisse | verletzungsbedingt keine Ergebnisse | verletzungsbedingt keine Ergebnisse | verletzungsbedingt keine Ergebnisse | verletzungsbedingt keine Ergebnisse | verletzungsbedingt keine Ergebnisse |
| 2017/18 | 118.                                | 20                                  | –                                   | –                                   | –                                   | –                                   | –                                   | –                                   | –                                   | –                                   | 24.                                 | 20                                  |
| 2018/19 | 120.                                | 20                                  | –                                   | –                                   | –                                   | –                                   | –                                   | –                                   | –                                   | –                                   | 24.                                 | 20                                  |

### Europacup
- 2 Podestplätze, davon 1 Sieg:

| Datum           | Ort        | Land       | Disziplin |
| --------------- | ---------- | ---------- | --------- |
| 21. Januar 2009 | Courchevel | Frankreich | Slalom    |

### Weitere Erfolge
- 1 französischer Meistertitel (Super-G 2014)
- Französischer Juniorenmeister im Slalom 2003 und 2007
- 1 Sieg im South American Cup
- 1 Podestplatz im Nor-Am Cup
- 17 Siege in FIS-Rennen